# Mohammad Yusef Mashriqi
Mohammad Yusef Mashriqi (* 7. Juli 1987 in Flushing, New York City) ist ein US-amerikanisch-afghanischer Fußballspieler.

## Leben
Mohammad Yusef Mashriqi kam am 7. Juli 1987 als Sohn von Tahir Mashriqi und seiner Frau Safora in Flushing bei New York City zur Welt. Seine Eltern flohen 1985 mit seinen zwei älteren Geschwistern über Pakistan in die Vereinigten Staaten. Seine Karriere begann er beim renommierten New Yorker Stadtteilklub Blau Weiss Gottschee, wo er viermal Stadtmeister wurde. Seine Leistungen bescherten ihm einen Platz bei den Brooklyn Knights, bei denen er in der Super Y-League spielte, und später einen an der Flushing High School, bei dessen Highschool-Mannschaft er spielte. Im Jahr 2003 erzielte er für die Schule 28 Tore und wurde sowohl von der Public Schools Athletic League (PSAL) als auch von der Zeitung Newsday zum Spieler des Jahres ernannt. Im Sommer 2003 absolvierte der Mittelfeldspieler auch ein Probetraining bei der U-17 des französischen Vereins Paris Saint-Germain.
2005 wechselte er zum College-Team der Long Island University Brooklyn und fing gleichzeitig ein Lehramtsstudium mit Sport als Hauptfach an. Außerdem war er von 2006 bis 2007 bei Bakersfield Brigade sowie 2009 bei den Brooklyn Knights in der Premier Development League, der höchsten Amateurliga, aktiv. Er stand zudem im Kader der Reserve der New York Red Bulls. Nach zwei Jahren beim Jersey Express SC wechselte der Mittelfeldspieler in die I-League 2nd Division zum Bhawanipore FC. Nach zwei Jahren kehrte er in die USA zurück und spielte beim United Cyclones SC und nach einer kurzen Pause für Brishna FC.
Zwischen 2011 und 2014 absolvierte Mashriqi 30 Länderspiele für Afghanistan und erzielte zwei Tore. Mit ihr gewann er die Südasienmeisterschaft 2013 und erreichte auch das Finale zwei Jahre zuvor.

## Erfolge

### Nationalmannschaft
- Südasienmeister: 2013
- Vize-Südasienmeister: 2011

### Verein
Bhawanipore FC
- Indischer Zweitliga-Vizemeister: 2014

### Auszeichnungen
- Hohe Staatsmedaille von Mir Masjidi Khan: 2013
- PSAL Soccer Player of the Year: 2003
- Newsday Player of the Year: 2003